# Music as a Weapon Tour
Music as a Weapon Tour er en hård rock/Heavy metalturné lavet af bandet Disturbed med støtte fra andre bands. Der er indtil videre blevet afholdt 7 turnéer. Navnet Music as a Weapon kommer fra en linje i Disturbeds sang Droppin' Plate fra deres første album The Sickness.

## Optræden
Music as a Weapon (2001):
- Disturbed
- Adema
- Drowning Pool
- Stereomud
- Systematic

Music as a Weapon II (2003):
- Disturbed
- Chevelle
- Taproot
- Unloco

Music as a Weapon III (2006):
- Disturbed
- Flyleaf
- Nonpoint
- Stone Sour

Music as a Weapon: Australia and New Zealand (2008):
- Disturbed
- P.O.D.
- Alter Bridge
- Redline
- Behind Crimson Eyes

Music as a Weapon IV (2009):
- Disturbed
- Killswitch Engage
- Lacuna Coil
- Chimaira
- Suicide Silence
- Spineshank
- Crooked X
- Bury Your Dead
- Born of Osiris
- After the Burial

Music as a Weapon V (2011):
- Disturbed
- Korn
- Sevendust
- In This Moment
- StillWell (second leg only)

Music as a Weapon: Australia and New Zealand (2011)
- Disturbed
- Trivium
- As I Lay Dying
- Forgiven Rival
- These Four Walls

## Music as a Weapon tour II
Music as a Weapon tour II blev optaget som en live cd og dvd lavet af bandet Disturbed. Den blev optaget på touren i 2003 og udgivet i 2004. Den indeholder Disturbeds cover af Metallicas sang Fade To Black og en sang, der ikke kan findes på nogen af deres album, kaldet Dehumanized. DVD'en indeholder også musikvideoen til deres single Liberate.

## Nummerliste på cd'en
1. Disturbed – Loading the Weapon
2. Disturbed – Bound
3. Taproot – Myself
4. Disturbed – Dehumanized
5. Chevelle – Forfeit
6. Disturbed – Fade to Black
7. Unloco – Empty
8. Taproot – Sumtimes
9. Disturbed – Darkness
10. Unloco – Bruises
11. Disturbed – Prayer
12. Chevelle – The Red
13. Taproot – Poem
14. Disturbed, Pete Loeffler, og Joey Duenas – Stupify